# ДАВ
«ДАВ» (словац. DAV) —  общественно-литературный коммунистический (марксистский) журнал, издававшийся в 1924—1937 гг. с перерывом между 1927 и 1928 годами в Братиславе. Редактировался коллективно. Главным редактором являлся Владимир Клементис.

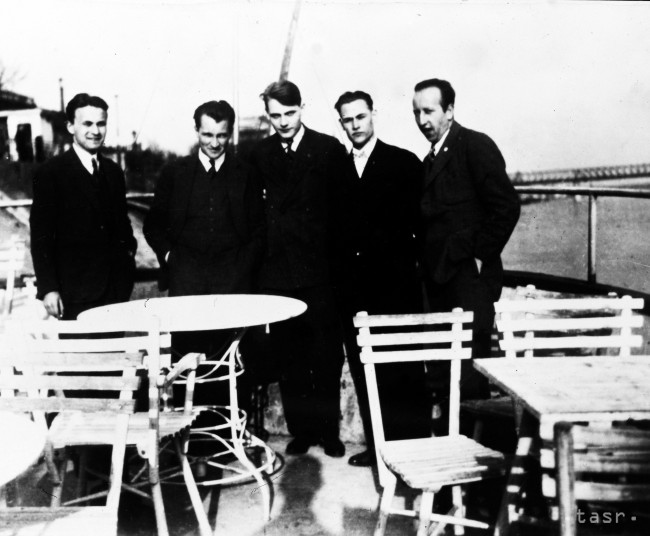
Дависты: Владимир Клементис, Лацо Новомеский, Йозеф Рыбак, Даниэль Окали, Кароль Светлик-младший

В 1922 году в Праге возникло «Вольное содружество студентов-социалистов из Словакии», членами которого становятся студенты юридического факультета Карлов университета в Праге Владимир Клементис, Даниэль Окали, Ян Поничан (1902—1978), Людовит Обтулович (Ľudovít Obtulovič; 1902—1968), студенты философского факультета Эдуард Уркс (1903—1942), Андрей Сирацки и Александр Крижка (1903—1955), а также студент Йозеф Томашик-Думин (1900—1937) и другие. О своей солидарности с «Вольным содружеством» вскоре заявили новые энтузиасты пролетарской литературы, студенты и учителя, работающие в Словакии, — Петер Илемницкий (1901—1949), поэт Лацо Новомеский (1904—1976), философ Ладислав Санто и другие. Позже к ним присоединился Густав Гусак.
Журнал стал выходить с конца 1924 года с периодичность раз в квартал, с 1929 года — ежемесячно.
Вокруг журнала существовало объединение словацких писателей и критиков, ориентирующихся на революционные чешскую и советскую литературы, — поэты Ян Поничан (1902—1978), Лацо Новомеский (1904—1976), Йожо Нижнянский (1903—1976), Даниэль Окали (1903—1987) и Франьо Краль (1903—1955), прозаики Петер Илемницкий (1901—1949), Иван Горват (1904—1960) и Гейза Ванош (1901—1956), критик Эдуард Уркс (1903—1942), экономист и педагог Эуген Лёбл (1907—1987). «ДАВ» — это словацкий вариант объединения молодых чешских писателей и художников «Деветсил», основанного в 1920 году. За представителями объединения прочно закрепилось наименование «дависты» (davisti).
Название «ДАВ» состояло из имён участников: Даниэль Окали, Андрей Сирацки и Владимир Клементис, и означало «толпа» (словац. dav). Лацо Новомеский писал:
Одно только название уже было протестом. Протестом против ограничивающей высокомерности интеллигенции вообще и словацкой в частности; против горделивого зазнайства, с каким послевоенный интеллигент подходил к народному сборищу, толпе, коллективу, народу; против взглядов, с которыми интеллигент возвышался над народной и рабочей массой. DAV своим названием обозначил принадлежность к толпе. Все остальные объяснения были излишними.
По инициативе давистов и на основе их информации М. Скачков опубликовал в журнале «Революция и культура» (1929) статью о словацкой литературе, а Госиздат начал готовить антологию произведений словацких прозаиков (проект не был осуществлён).
В сфере личных контактов между деятелями культуры большое значение для давистов имело посещение Чехословакии Ильёй Эренбургом в 1928 году. Его произведение «Виза времени» (1931), в котором сравнительно большая часть посвящена Словакии, на словацком языке опубликовано в журнале «ДАВ».
После 2‑й конференции революционных писателей (Харьков, 1930), в которой принял участие Клементис, организована чехословацкая секция Международного объединения революционных писателей (МОРП) путём слияния чешской революционной литературной группы, связанной с журналом «Творба» (Tvorba), и группы «ДАВ». В 1930 году в советском журнале «Вестник иностранной литературы» вышла обзорная статья о словацкой литературе Клементиса.
Илемницкий жил в СССР в 1926—1928 гг., Поничан в 1931 году совершил путешествие по СССР. На I учредительном съезде советских писателей в Москве в 1934 году присутствовали Илемницкий и Новомеский.
В 1932 году Окали по семейным причинам ушёл из редакции журнала.
В 1936 году в курортном местечке Тренчьянске-Теплице по инициативе «ДАВ» Общество словацких писателей провело Конгресс словацких писателей, на который приехал Эренбург, чтобы предложить участникам съезда вступить в Международную ассоциацию писателей в защиту культуры, учреждённую Первым международным конгрессом писателей в защиту культуры, который проходил в Париже с 21 по 25 июня 1935 года. Клементис выступил на Конгрессе и предложил резолюцию, которая была принята. «Давовцы» убедили участников съезда вступить в ассоциацию, в секретариат которой от советской стороны входили И. Эренбург и М. Е. Кольцов.
Во время политических процессов Коммунистическая партия Чехословакии обвинила давистов в «буржуазном национализме». Клементис и Лёбл стали обвиняемыми на судебном процессе над «бандой Сланского», Окали, Горват и Новомеский — на процессе Густава Гусака. Клементис казнён в 1952 году. Новомеский отсидел половину десятилетнего срока и выпущен в 1956 году под надзор полиции. Горват, осужденный на 8 лет, освобождён в 1959 году. Лёбл, приговоренный к пожизненному заключению, и Окали, осужденный на 18 лет, освобождены в 1960 году. Все дависты юридически и партийно реабилитированы в 1963 году после XXII съезда КПСС.